# Dino Sigismondo Cervigni
Dino Sigismondo Cervigni (Treia, 13 giugno 1941) è un critico letterario italiano naturalizzato statunitense.
Dino Cervigni copre il ruolo di professore emerito alla University of North Carolina, dove insegnava letteratura italiana medievale e rinascimentale. Ha fondato nel 1983 e dirige tuttora la pubblicazione della rivista accademica Annali d'italianistica. Ha detenuto la presidenza della American Asoociation for Italian Studies. Tra le opere pubblicate sono note la Vita di Benvenuto Cellini e un'edizione della Vita Nova con testo a fronte in inglese e un'inedita partizione in paragrafi.